# Dryolestoidea
Los driolestoideos (Dryolestoidea) son un clado extinto de mamíferos que solo contiene dos órdenes. Se ha sugerido que este grupo está relacionado cercanamente con los actuales mamíferos terios.

## Características
Los driolestoideos están representados en el registro fósil mayormente por dientes, mandíbulas fragmentarias y partes del rostro. Las formas del Jurásico preservaban un coronoides y el esplenial, los cuales se perdieron en las especies del Cretácico. Otra característica primitiva es la presencia de un canal de Meckel (las formas cretácicas presentaban una versión reducida).
El esmalte dental evolucionó de manera diferente en los marsupiales y los euterios. En una primera fase, durante el Triásico Superior y el Jurásico, los prismas se separaron de la matriz interprismática, desarrollándose probablemente de manera independiente en varios linajes de mamíferos mesozoicos. Tipos de esmalte más derivados evolucionaron en una segunda fase, durante el Terciario y el Cuaternario, pero sin reemplazar el antiguo esmalte prismático, formando en cambio varias combinaciones de estructuras tridimensionales (conocidas como schmelzmuster). Se cree que la dentadura de los driolestoideos se asemeja a la dentadura primitiva de los mamíferos antes de la diferenciación entre los euterios y los marsupiales y hace a los driolestoideos buenos candidatos para ser el último ancestro común de los dos tipos de mamíferos.

## Distribución
Los driolestoideos son conocidos desde el Jurásico hasta el Cretácico Inferior en el hemisferio norte (América del Norte, Eurasia, y África del Norte) y del Cretácico Superior hasta el Mioceno de América del Sur. Los driolestoideos son raramente hallados en el Cenozoico, al igual que los pocos otros mamíferos mesozoicos con supervivientes tardíos, como los multituberculados, monotremas y los gondwanaterios.
Los fósiles más antiguos induioscutibles de la familia Dryolestidae fueron hallados en la mina de carbón de Guimarota cerca de Leiría, Portugal, el mayor depósito conocido de mamíferos jurásicos. El patrón dental de estos fósiles — 8–9 molares comprimidos mesiodistalmente con pequeños talónidos en forma de cúspide — los distinguen de los mamíferos tribosfénicos, y forman un grupo hermano con Peramus, Amphitherium, y las familias Paurodontidae y Henkelotheriidae.
El fósil más reciente en el hemisferio norte corresponde a Crusafontia cuencana del Cretácico Inferior de Uña y Galve, España, aunque un molar inferior fragmentario de la Formación Mesaverde del Cretácico Superior en Wyoming, Estados Unidos ha sido atribuido a Dryolestidae. Por contraste, en América del Sur los driolestoideos medraron durante el Cretácico Superior, diversificándose en una miríada de formas como Cronopio con colmillos de sable o los mesungulátidos herbívoros, convirtiéndose en algunos de los mamíferos suramericanos más ecológicamente diversos.
Con el advenimiento del Cenozoico, los driolestoideos declinaron drásticamente en diversidad, hallándose únicamente a Peligrotherium en el Paleoceno. Las razones exactas para este declive no son claras; pero es probable que simplemente no se recuperaran bien de la extinción masiva del Cretácico-Terciario. Aun así, los driolestoideos continuarían sobreviviendo hasta el Mioceno, la época en la que vivió Necrolestes; hay una brecha de 50 millones de años entre este y Peligrotherium.